# Liste portugiesischer Regisseure
Liste von Regisseuren des portugiesischen Films (alphabetisch, nach Nachnamen):

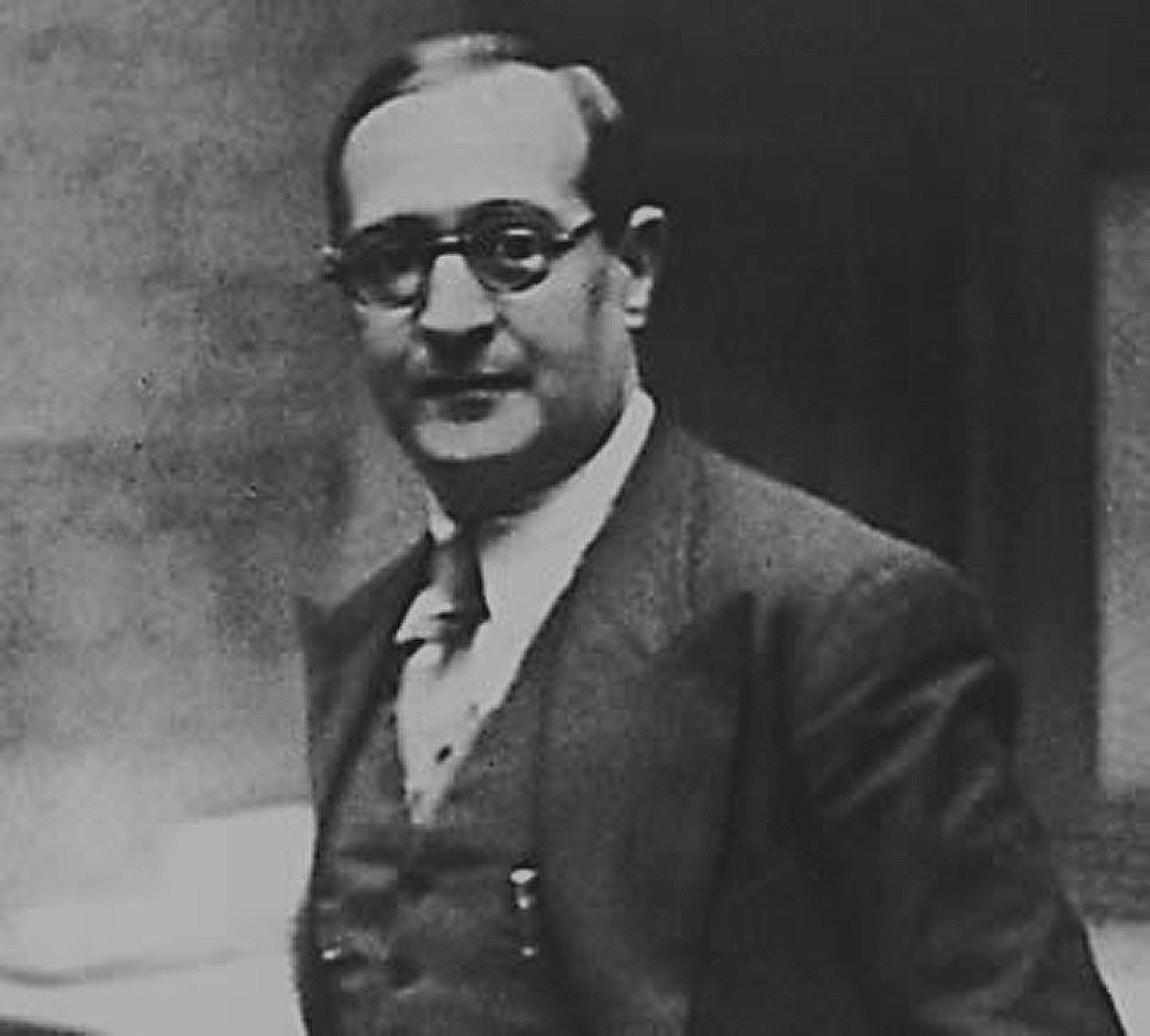
Ernesto de Albuquerque

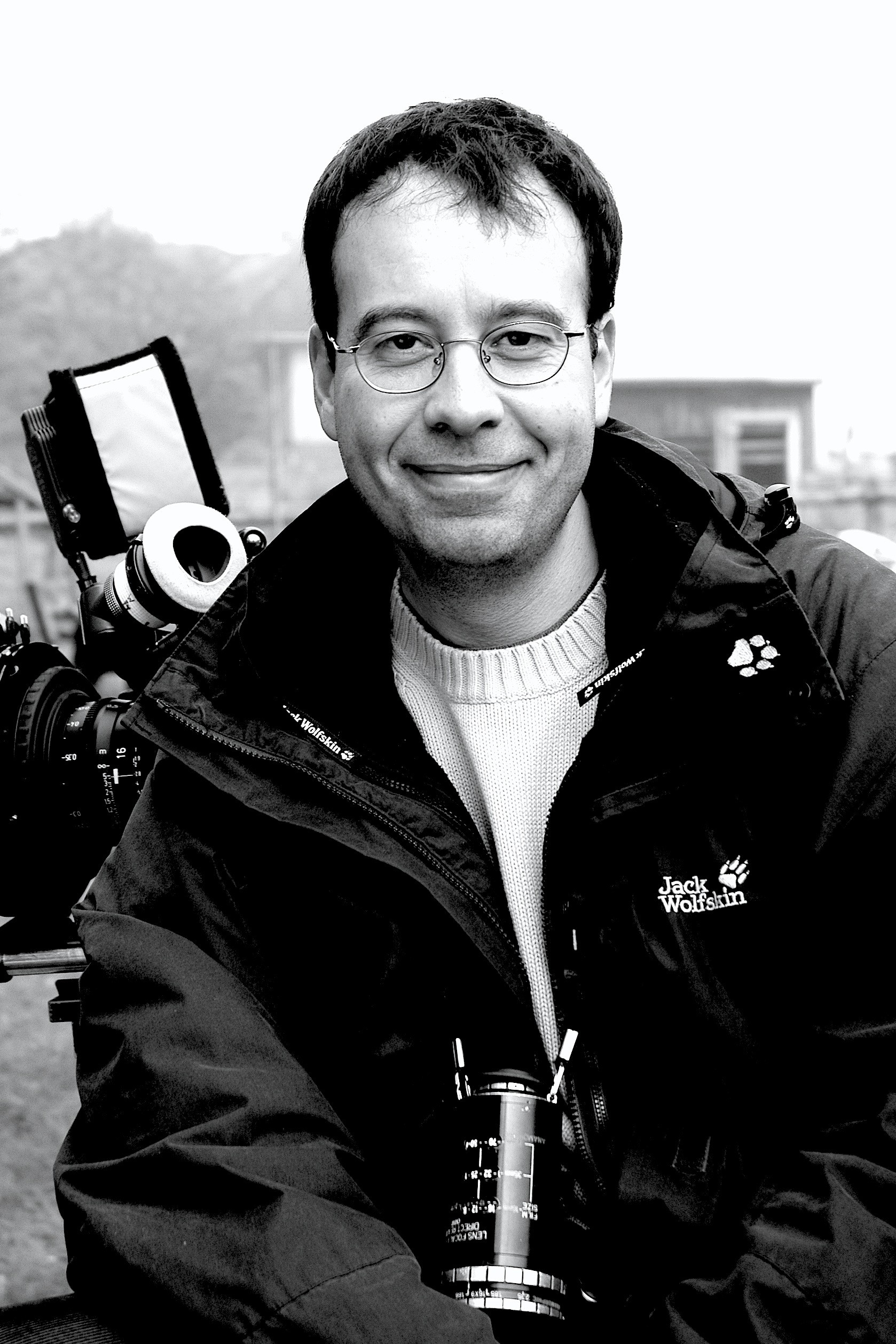
Miguel Alexandre

## A
- Sandro Aguilar (* 1973)
- Ernesto de Albuquerque (1883–1940)
- Miguel Alexandre (* 1968)
- António Victorino de Almeida (* 1940)
- Bruno de Almeida (* 1965)
- Cristèle Alves Meira (* 1983)
- Lauro António (1942–2022)
- Leonor Areal (* 1961)
- Rodrigo Areias  (* 1978)

## B
- José Leitão de Barros (1896–1967)
- Mário Barroso (* 1947)
- David Bonneville (* 1978)
- João Botelho (* 1949)

## C
- Augusto Cabrita (1923–1993)
- Miguel Cadilhe (* 1973)
- Bruno Caetano (* 1979)
- José de Sá Caetano (* 1933)
- António Campos (1922–1999)
- Henrique Campos (1909–1983)
- Luís Campos (* 1985)
- João Canijo (* 1957)
- Jorge Brum do Canto (1910–1994)
- Margarida Cordeiro (* 1938)
- Margarida Cardoso (* 1963)
- João Ponces de Carvalho (* 1957)
- Catarina Alves Costa (* 1967)
- José Filipe Costa
- Jorge Paixão da Costa (* 1954)
- Pedro Costa (* 1959)
- Ricardo Costa (1940–2021)
- Jorge Cramez (* 1963)

## D
- Noémia Delgado (1933–2016)
- Carlos Domingomes (* 1980)
- Arthur Duarte (1895–1982)

## E
- Constantino Esteves (1914–1985)

## F

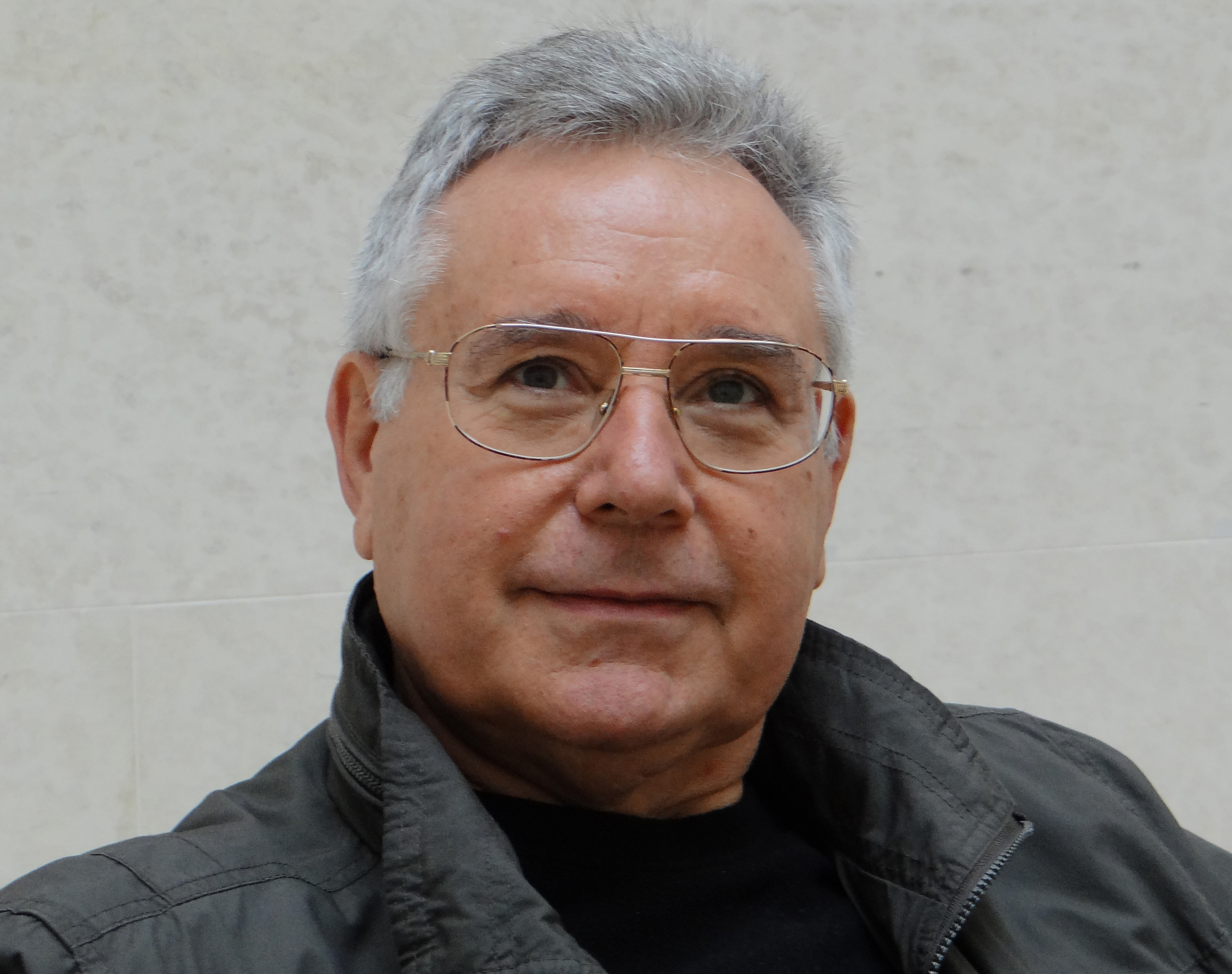
Eduardo Geada (2012)

- Dulce Fernandes
- António Ferreira (* 1970)
- Ivo Ferreira (* 1975)
- Paulo Filipe Monteiro (* 1965)
- José Fonseca e Costa (1933–2015)
- Augusto Fraga (1910–2000)
- Fernando Fragata (* 1969)
- Raquel Freire (* 1973)

## G
- Mário Gajo de Carvalho (* 1978)
- Fernando Garcia (1917–2008)
- Chianca de Garcia (1898–1983)
- Eduardo Geada (* 1945)
- Michel Giacometti (1929–1990)
- Margarida Gil (* 1950)
- Miguel Gomes (* 1972)
- João Gonzalez (* 1996)
- Sérgio Graciano (* 1975)
- João Mário Grilo (* 1958)
- Eduardo Guedes (1941–2000)
- Tiago Guedes (* 1971)
- Ana Luisa Guimarães (* 1956)
- Manuel Guimarães (1915–1975)

## H
- Cristina Hauser (* 1956)

## I
- Luís Ismael (197?)

## L

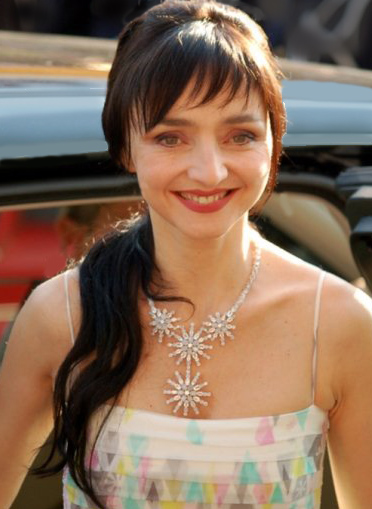
Maria de Medeiros, 2007 in Cannes

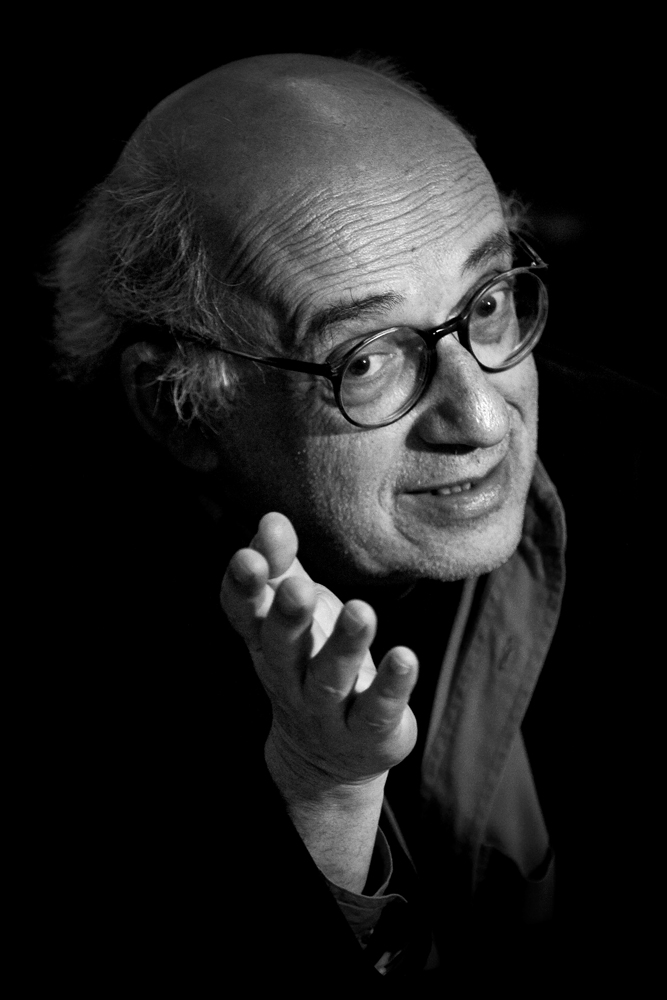
Jorge Silva Melo (2009)

- Joaquim Leitão (* 1956)
- José Lobato
- Fernando Lopes (1935–2012)
- Maria João Luís (* 1964)
- Mikaela Lupu (* 1995)

## M
- António de Macedo (1931–2017)
- João Maia (* 1968)
- Francisco Manso (* 1949)
- André Marques (* 1984)
- Marco Martins (* 1972)
- Pedro Martins (* 1928)
- Maria de Medeiros (* 1965)
- João Mendes (1919–1997)
- Miguel Gonçalves Mendes (* 1978)
- Joao Costa Menezes (1965?)
- Armando de Miranda (1904–1975)
- João César Monteiro (1939–2003)
- Paulo Filipe Monteiro (* 1965)
- José Álvaro Morais (1943–2004)
- Anabela Moreira (* 1976)
- Catarina Mourão (* 1969)
- Manuel Mozos (* 1959)

## N

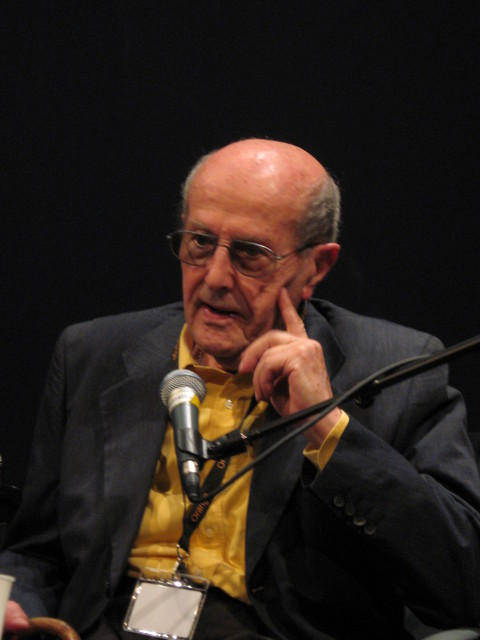
Manoel de Oliveira (2008)

- José Nascimento (* 1947)
- Solveig Nordlund (* 1943)
- Vasco Nunes (* 1974)

## O
- Vicente Alves do Ó (* 1972)
- Manoel de Oliveira (1908–2015)
- José Carlos de Oliveira (* 1951)

## P
- Aurélio Paz dos Reis (1862–1931)
- Jorge Pelicano (* 1977)
- Edgar Pêra (* 1960)
- Marta Pessoa (* 1974)
- Herlander Peyroteo (1929–2002)
- Pedro Pinho (* 1977)
- João Nuno Pinto (* 1969)
- Joaquim Pinto (* 1957)

## Q

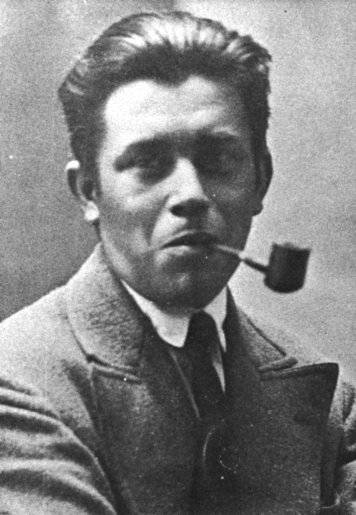
Repórter X

- Perdigão Queiroga (1916–1980)

## R
- António Reis (1927–1991)
- Repórter X (Reinaldo Ferreira, 1897–1935)
- António Lopes Ribeiro (1908–1995)
- Artur Ribeiro (* 1969)
- Ribeirinho (Francisco Carlos Lopes Ribeiro) (1911–1984)

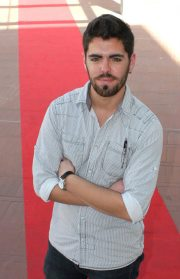
Trickfilmregisseur Cláudio Sá

- Miguel Ribeiro (* 1974)
- Luís Filipe Rocha (* 1947)
- Paulo Rocha (1935–2012)
- João Pedro Rodrigues (* 1966)
- Catarina Ruivo (* 1971)

## S
- Cláudio Sá (* 1990)
- João Salaviza (* 1984)
- Joaquim Sapinho (* 1964)
- Alberto Seixas Santos (1936–2016)
- Patrícia Sequeira (* 1973)
- Eduardo Serra (* 1943)
- Manuel Costa e Silva (1938–1999)
- Carlos Coelho da Silva (* 1964)
- Carlos da Silva (1934–2008)
- Hugo Vieira da Silva (* 1974)
- Fernando Matos Silva (* 1940)
- Quirino Simões (* 1931)
- Rui Simões (* 1944)
- Daniel Sousa (* 1974)

## T
- António da Cunha Telles (1935–2022)

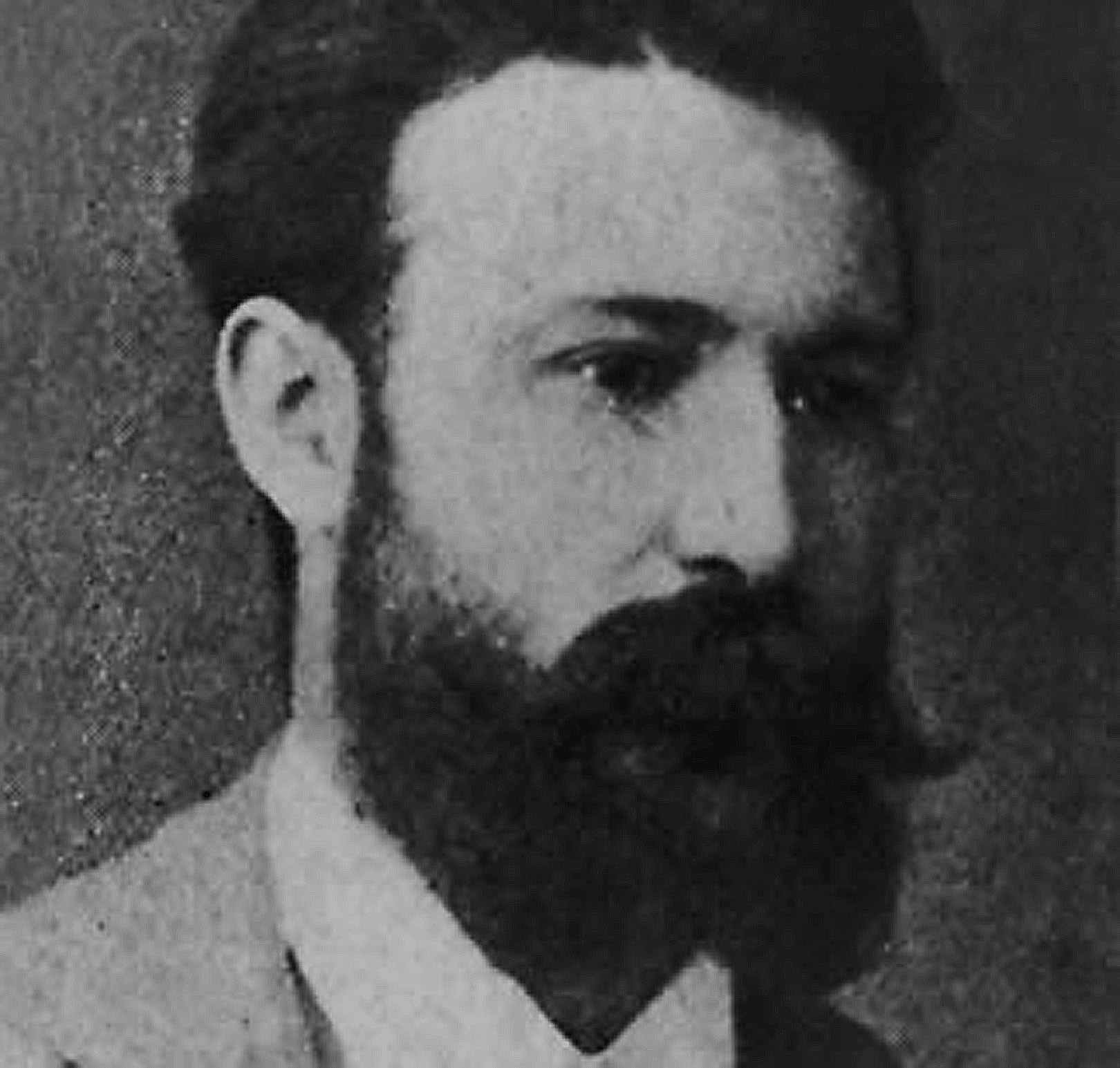
Manuel Costa Veiga

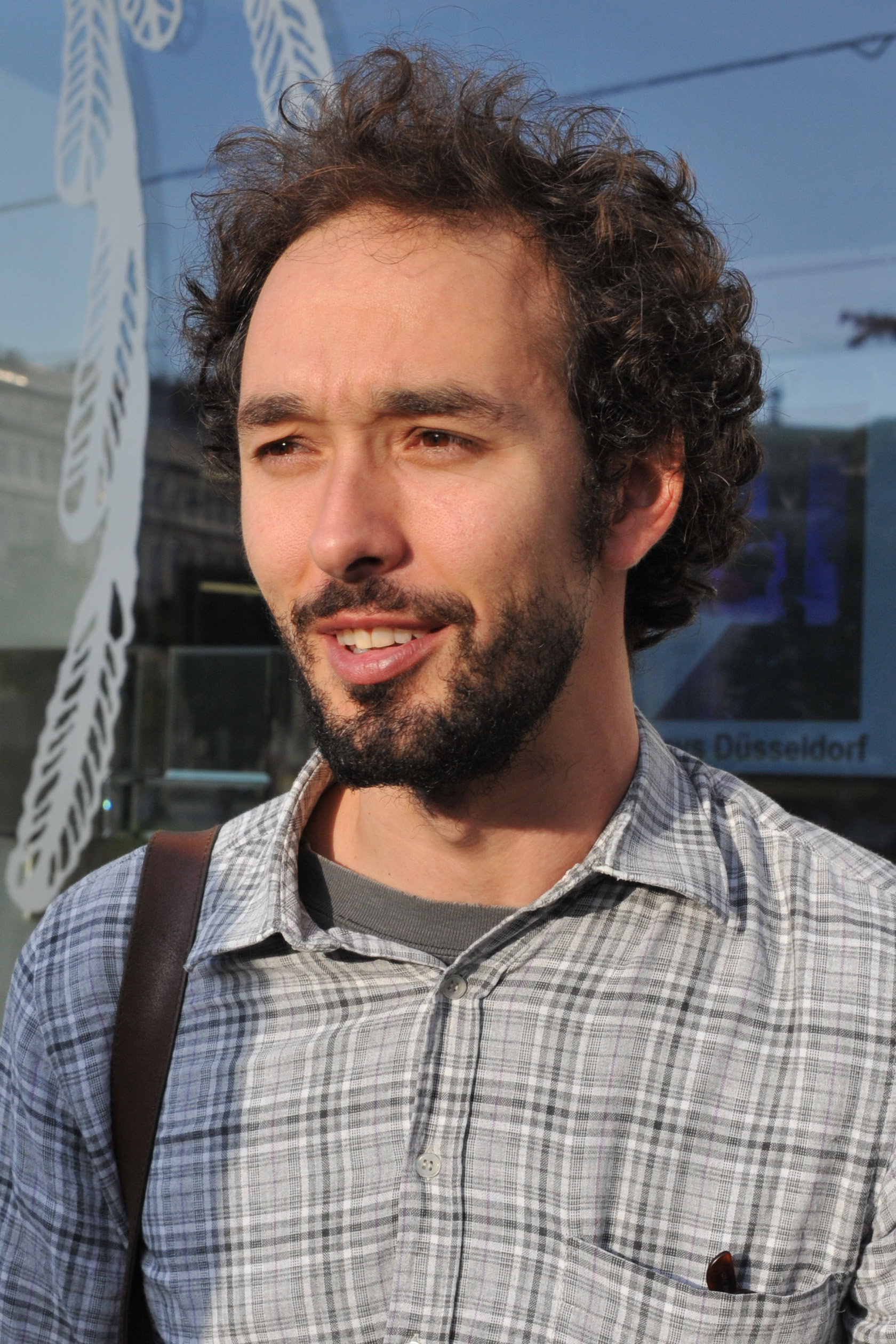
João Vladimiro bei der Viennale 2013

- Luís Galvão Teles (* 1945)
- Gonçalo Galvão Teles (* 1973)
- Paula Tomás Marques (* 1994)
- Sérgio Tréfaut (* 1965)
- Alfredo Tropa (1939–2020)
- João Tuna (?)
- David Tutti dos Reis (?)

## V
- Ladislao Vajda (1906–1965)
- Pedro Varela (* 1974)
- António-Pedro Vasconcelos (1939–2024)
- Catarina Vasconcelos (* 1986)
- Manuel Costa Veiga
- Fernando Vendrell (* 1962)
- João Viana (* 1966)
- Manuela Viegas (* 1957)
- Leonel Vieira (* 1969)
- Teresa Villaverde (* 1966)
- Bárbara Virgínia (1923–2015)
- João Vladimiro (* 1981)